# General Carneiro (Mato Grosso)
General Carneiro – miasto i gmina w Brazylii, w stanie Mato Grosso.